# Antoine Coysevox
Antoine Coysevox (født 29. september 1640, død 10. oktober 1720) var en fransk billedhugger.
Antoine Coysevox hører til den franske baroks bedste billedhuggere. Han har en meget plastisk stil, som i væsentlig grad  giver hans portrætbuster en kraftig dybdevirkning.